# Samtgemeinde Zeven
La comunità amministrativa di Zeven (Samtgemeinde Zeven) si trova nel circondario di Rotenburg (Wümme) nella Bassa Sassonia, in Germania.

## Suddivisione
Comprende 4 comuni:
1. Elsdorf
2. Gyhum
3. Heeslingen
4. Zeven (città)

Il capoluogo è Zeven.